# Municipio de Aldama (Chihuahua)
El Municipio de Aldama es uno de los 67 municipios en que se divide el estado de Chihuahua, se localiza geográficamente en el centro oriente del estado, en la región del desierto. Su cabecera municipal es la ciudad de Juan Aldama que se encuentra a 27 km de la capital del estado, Chihuahua.

## Geografía
El municipio de Aldama tiene una extensión de 9 835.90 km², limita al norte con el Municipio de Ahumada, al este con el municipio de Coyame del Sotol y el de municipio de Ojinaga, al sur con el municipio de Julimes y el municipio de Aquiles Serdán, y al oeste con el municipio de Chihuahua.

### Orografía
El municipio es prácticamente desértico en toda su extensión, forma parte de la Altiplanicie Mexicana, llamada en este territorio como las Llanuras Boreales, el territorio es más bien plano, pero se encuentra atravesado por once serranías, de mediana altura y la mayor parte de ellas con un sentido norte sur, estas serranías reciben los nombres de Dolores, Santo Domingo, Olanes, El Soldado, El Morrión, Tasajera y El Mimbre.
En dos de estas serranías se encuentra yacimientos de uranio, uno de los pocos existentes en México, durante la década de los 80's fueron explotadas, pero al no alcanzarse rentabilidad económica fueron abandonadas.

### Hidrografía
La principal corriente del municipio es el Río Conchos, que atraviesa su territorio de dirección suroeste-noreste, proveniente del municipio de Julimes; en su territorio es surtido por el embalse de la Presa Luis L. León, la segunda más grande del estado y que es utilizada tanto para el almacenamiento de agua que permite la actividad agrícola en el desierto mediante sistemas de riego, como para controlar las avenidas de agua. Además ha permitido el surgimiento de una importante actividad turística basada en la pesca deportiva, que se ha convertido en una característica del municipio. Además cruza el territorio el Río Chuvíscar, que proviene del municipio de Chihuahua, pasa por la cabecera municipal, la ciudad de Aldama y la localidad de San Diego de Alcalá, y se une al Río Conchos en una punto denominado Babisas, en el territorio del municipio.
Hidrológicamente, el territorio de Aldama está integrado en dos regiones hidrológicas, la Región Hidrológica 24, Río Bravo y la Región Hidrológica 34, Cuencas Cerradas del Norte y las cuencas Río Conchos-Presa El Granero y Río Conchos-Ojinaga pertenecientes a la Región 24, y la cuenca Arroyo El Carrizo y otros, de la Región 34.

### Clima y ecosistemas
El clima es el propio del desierto, caracterizándose por sus temperaturas extremosas, la temperatura media anual, de la zona norte del municipio va de los 16 a los 18 °C, y la de la zona sur fluctúa entre los 18 y los 20 °C. La precipitación pluvial es escasa, ocurriendo mayormente en los meses de agosto y septiembre, el promedio anual de casi todo el territorio va de 200 a 300 mm, una franja al extremo occidente, en los límites con el municipio de Chihuahua va de 300 a 400 mm.
Según la distribución y clasificación de climas, realizado por el INEGI, el sector extremo norte del municipio tiene un clima Muy Seco Templado, una pequeña porción del suroeste, limítrofe con Chihuahua y Aquiles Serdán, corresponde al clima Seco Semicálido y el resto del territorio tiene el clima Muy Seco Semicálido.
La mayor parte de la flora del municipio es la propia del desierto, conformada por cactáceas, pastizal y especies como el huizache, gobernadora, agave y yuca. Además también existen varias especies de peyote, cacto conocido por los efectos alucinógenos que causa su ingestión. En las cercanías de la cabecera municipal se encuentra el llamado Bosque de Aldama, es una zona que se caracteriza por estar poblada de grandes álamos, es una zona recreativa.
Entre las especies animales que se encuentran en el territorio están conejo, liebre, venado bura, berrendo, puma, gato montés, coyote, serpientes de cascabel, culebras y roedores.

## Demografía
Según el Censo de Población y Vivienda de 2020 realizado por el Instituto Nacional de Estadística y Geografía, la población del municipio de Aldama es 26 047 habitantes, de los cuales 12 842 (49.3%) son hombres y 13 205 (50.7%) son mujeres.
La población del municipio está sumamente dispersa, debido a las características geográficas y climatológicas de la región, la enorme mayoría de la población vive en la cabecera municipal, y en sus alrededores, en pequeñas comunidades localizadas en la Autopista Chihuahua-Aldama, como La Mesa, el resto se encuentran en zonas de importancia minera como Placer de Guadalupe, junto a la línea del ferrocarril como Estación Falomir, en el caso de San Diego de Alcalá, junto a un manantial de aguas termales, el resto del territorio, prácticamente desértico, se encuentra escasamente poblado y sin comunidades de importancia.

### Localidades
En el censo de 2020 el municipio de Aldama contaba con 166 localidades.
| Código INEGI      | Localidad         | Población (2020) |
| ----------------- | ----------------- | ---------------- |
| 080020001         | Juan Aldama       | 22 568           |
| Otras localidades | Otras localidades | 3 479            |
| Total municipal   | Total municipal   | 26 047           |

## Comunicaciones

### Carreteras
El territorio del municipio se encuentra comunicado por las siguientes carreteras que cruzan su territorio.
- carretera federal México 16.

El municipio de Aldama está atravesado en sentido suroeste - noreste por la Carretera Federal 16, que tiene su origen en Bahía de Kino, Sonora y concluye en Ojinaga, Chihuahua en la Frontera entre Estados Unidos y México, la carretera 16 comunica al municipio al oeste con la ciudad de Chihuahua y hacia el este con Ojinaga, el trayecto total de esta carretera en el Municipio de Aldama es de 90 kilómetros, pasa por la cabecera municipal y otras pequeñas comunidades. De Chihuahua a la ciudad de Aldama, la carretera 16 es una autopista de cuatro carriles, dos por sentido, libre de cuotas, de Aldama hacia Ojinaga es carretera sencilla de dos carriles.
En su extremo sur, el territorio del municipio incluye otra carretera de carácter estatal, que comunica San Diego de Alcalá, con la Carretera Federal 45, es una carretera pavimentada de dos carriles y la vía más utilizada para acceder a la población, que de esta manera no tiene comunicación directa con el resto del municipio.
Existen además 108,7 kilómetros de caminos rurales, que comunican a las localidades más pequeñas del municipio, partiendo la mayoría de Carretera Federal 16, entre los principales se encuentran el camino que comunica con la Presa Luis L. León o El Granero, y el que enlaza a poblaciones como Placer de Guadalupe y Estación Falomir.

### Ferrocarriles
El ferrocarril es otro de los principales medios de comunicación del municipio, pues es cruzado en el sentido suroeste-noreste por el Ferrocarril Chihuahua al Pacífico, que proveniente de Ojinaga se dirige a Topolobampo, Sinaloa, el ferrocarril fue el principal medio de desarrollo de la región, pues su existencia fue anterior a la carretera, por lo cual existen en realidad mayor número de poblaciones junto a la línea de ferrocarril que sobre la carretera, destacando Estación Falomir. En la actualidad el ferrocarril se dedica básicamente al transporte de carga y no de pasajeros, sin embargo sigue proveyendo a estas poblaciones del desierto.

### Aeropistas
En el municipio existen dos aeropistas registradas, una en la cabecera municipal y otra en la Presa Luis L. León, desde estas aeropistas se realizan vuelos privados a diversas poblaciones del estado. Existe un conflicto territorial con el municipio de Chihuahua, sobre la localización del Aeropuerto Internacional General Roberto Fierro Villalobos, de la ciudad de Chihuahua, debido a la posibilidad de que este se asiente en territorio del Municipio de Aldama.

## Economía

### Agricultura
Es la principal actividad económica del municipio, pese a que su territorio y clima, localizado en el Desierto de Chihuahua, hacen muy difícil el cultivo mediante el temporal, sin embargo los sistemas de riego implementados tras la construcción de la Presa Luis L. León en el Río Conchos han hecho posible el incremento de esta actividad.
Los principales cultivos son trigo, papa, cebolla y alfalfa, dentro de la actividad de la fruticultura puede destacarse las huertas de nogal productor de nuez, así como de nopal, este último cultivo es el más fácil dado el clima de la región. En algunas zonas del municipio son explotadas las plantas propias del desierto, como el sotol y el agave.

### Ganadería y piscicultura
La ganadería se desarrolla debido a las grandes extensiones de praderas de forraje con que cuenta el municipio, la gran mayoría del ganado es bovino y de aves. Existen en la Presa Luis L. León dos cooperativas dedicadas a la explotación pesquera, entre los principales productos de la pesca están lobina, bagre, tilapia, mojarra, agallas azules y carpa.
Aunque esta poca extendida, el municipio es conocido por su producción de miel de abeja, siendo uno de los principales productos de la región, sobre todo en la cabecera municipal.

### Minería
La minería que en antaño fue una de las principales actividades económicas de la zona, esta hoy reducida a su mínima capacidad, debido a los bajos presiones de los metales que hacen que su explotación no sea económicamente rentable.
Los principales centros mineros son Plomosas, Placer de Guadalupe y Placer de Santo Domingo; donde se extraen principalmente plata y plomo. El municipio fue famoso en el país por su yacimientos de Uranio, que dieron origen a la fundación de una empresa paraestatal para su explotación, al igual que en otras partes del país, y que se denominó Uranio Mexicano (URAMEX), sin embargo y pese a los esfuerzo, dicha explotación nunca pudo ser rentable, además de la existencia de conflictos sindicales que pararon la producción y que conllevó a que finalmente URAMEX fuera liquidada como entidad pública, en la actualidad sus instalaciones de explotación minera en Aldama se encuentran abandonadas.

## Política
Aldama es uno de los municipios originales del estado de Chihuahua, fue creado el 11 de diciembre de 1824 y desde entonces nunca ha perdido este carácter.
El gobierno del municipio le corresponde al Ayuntamiento, el cual es electo para un periodo de tres años no reelegibles para el periodo inmediato, y que está conformado por el presidente municipal y el Cabildo, integrado por un total de diez regidores, seis de los cuales son electos por mayoría relativa y cuatro mediante el principio de representación proporcional. Además es electo para el mismo periodo un síndico, cuya función es la fiscalización de los recursos ejercidos por el Ayuntamiento.

### División administrativa
Para su administración, el municipio se encuentra integrado por cinco secciones municipales, que son: El Pueblito, La Mesa, Maclovio Herrera (Estación Falomir), Placer de Guadalupe y San Diego de Alcalá, la elección de los funcionarios de la sección municipal se realiza mediante el voto directo en formularios.

### Representación legislativa
Para efectos de la división geográfica en distrito electorales locales y federales para la elección de diputados de mayoría, el municipio de Aldama se divide de la siguiente forma:
Local:
- Distrito electoral local 11 de Chihuahua con cabecera en Meoqui.

Federal:
- Distrito electoral federal 5 de Chihuahua con cabecera en Delicias.

## Presidentes municipales
- (1971 - 1974): Roque Rubio Márquez
- (1974 - 1977): Francisco Jaquez Márquez
- (1977 - 1980): Saúl Garibay Plascencia
- (1980 - 1983): Pedro Porras Rubio
- (1983 - 1986): Héctor Cruz Acosta
- (1986 - 1989): Rodolfo Pacheco Morales
- (1989 - 1992): Roberto Sosa Galindo
- (1992 - 1995): Rogelio Carrasco González
- (1995 - 1998): Gastón Armendáriz López
- (1998 - 2001): Miguel Rubio Castillo
- (2001 - 2004): Joel Aranda Olivas
- (2004 - 2007): Jesús José Ruiz Fernández
- (2007 - 2010): Miguel Rubio Castillo
- (2010 - 2013): Óscar René Dávila Trujillo
- (2013 - 2016): Leonel Gutiérrez Estrada
- (2016 - 2018): Alberto Vázquez Solís
- (2018 - 2021): Miguel Rubio Castillo
- (2021 - 2024): Miguel Rubio Castillo
- (2024 - 2027): Sandra Judith Galindo Sinecio